# Панормов, Георгий Иванович
Георгий Иванович Панормов (25 декабря 1913 — 10 июня 1971) — разведчик взвода пешей разведки 140-го гвардейского стрелкового полка гвардии старшина — на момент представления к награждению орденом Славы 1-й степени.

## Биография
Родился 25 декабря 1913 года в городе Тамбов в семье служащего. В 1936—1939 годах проходил срочную службу в Красной Армии. Вернувшись домой, работал в органах НКВД Тамбовской области.
В октябре 1941 года был вновь призван в армию, с июля 1942 года участвовал в боях с захватчиками. Был дважды ранен. С февраля 1944 года воевал разведчиком во взводе пешей разведки 140-го гвардейского стрелкового полка 47-й гвардейской стрелковой дивизии.
11 апреля 1944 года в районе села Дальник гвардии рядовой Панормов во главе группы разведчиков из 7 человек скрытно проник в расположение противника. Разведчики атаковал опорный пункт на безымянной высоте, в бою уничтожил часть гарнизона, остальных обратил в бегство. Панормов лично истребил несколько пехотинцев, захватил пулемёт и вёл из него огонь по вражеской пехоте, удержал занимаемый рубеж до подхода основных сил. Приказом по частям 47-й гвардейской стрелковой дивизии от 1 мая 1944 года гвардии рядовой Панормов Георгий Иванович награждён орденом Славы 3-й степени.
26 марта 1944 года гвардии рядовой Панормов с тремя бойцами под вражеским огнём форсировал реку Южный Буг вблизи села Троицкое, установил связь с соседними частями, разведал систему обороны противника и его огневые средства, чем способствовал выполнению полком боевой задачи. Приказом по войскам 8-й гвардейской армии от 14 августа 1944 года гвардии рядовой Панормов Георгий Иванович награждён орденом Славы 2-й степени.
В августе 1944 года восточнее населённого пункта Магнушев при ликвидации разрозненных групп противника гвардии старшина Панормов с разведчиками захватил в плен 12 солдат. 29 августа в бою по расширению плацдарма на левом берегу реки Висла близ населённого пункта Леженице истребил свыше 10 пехотинцев. В оборонительных боях на Висленском плацдарме, выполняя должность старшего разведчика-наблюдателя, занял первое место в дивизии по наблюдению и своевременной информации о поведении противника. Был представлен к награждению орденом Славы 1-й степени.
В боях в ходе Висло-Одерской наступательной операции с группой разведчиков обнаружил вражескую колонну. Действуя в качестве десанта на броне самоходных орудий, разведчики атаковали колонну, были захвачены большие трофеи и до 200 пленных. За это бой гвардии старшина Панормов был награждён орденом Красной Звезды.
Указом Президиума Верховного Совета СССР от 24 марта 1945 года за образцовое выполнение заданий командования на фронте борьбы с немецкими захватчиками и проявленные при этом доблесть и мужество гвардии старшина Панормов Георгий Иванович награждён орденом Славы 1-й степени. Стал полным кавалером ордена Славы.
В 1945 году был демобилизован. Вернулся в родной город. Работал бухгалтером поликлиники УВД, бухгалтером-ревизором финансового отдела управления МВД. Жил в городе Тамбов.
Скончался 10 июня 1971 года. Похоронен на Воздвиженском кладбище Тамбова.

## Награды
- орден Красной Звезды
- орден Славы 1-й, 2-й и 3-й степеней
- медали.